# Кадук чорночеревий
Кадук чорночеревий (Myrmotherula fluminensis) — вид горобцеподібних птахів родини сорокушових (Thamnophilidae). Ендемік Бразилії.

## Опис
Довжина птаха становить 9,5 см. Самець сірий, груди і верхня частина живота чорна, крила чорні з білими плямами на плечах, хвіст чорний. Самиця рудувато-коричнева, голова сіра, груди світліші.

## Поширення і екологія
Чорночереві кадуки поширені в центральній частині штату Ріо-де-Жанейро. Вони живуть у вологих тропічних і субтропічних рівнинних лісах.

## Статус
Чорночеревий кадук відомий за єдиним типовим екземпляром, зібраним в 1982 році в Національному парку Серра-дус-Органус. Деякі дослідники, зокрема BirdLife International вважають його морфою сіробокого кадука (M. luctuosa), тоді як Міжнародна спілка орнітологів продовжує вважати його окремим видом.